# Mayrornis lessoni
El monarca de Lesson (Mayrornis lessoni) es una especie de ave paseriforme de la familia Monarchidae endémica de las islas Fiyi.

## Subespecies
Se reconocen las siguientes subespecies:
- Mayrornis lessoni lessoni
- Mayrornis lessoni orientalis